# Swatzkeberge
Die Swatzkeberge sind eine 51 m ü. NHN hohe Erhebung auf der Gemarkung der Gemeinde Spreenhagen in Brandenburg. Sie liegen im Naturschutzgebiet Swatzke- und Skabyberge und dort rund 1,7 km westlich des Gemeindezentrums von Spreenhagen. Rund 1,4 km westlich befinden sich die 50,8 m ü. NHN hohen Kleinen Skabyberge. Der Oder-Spree-Kanal führt in einer Entfernung von rund 830 m nördlich der Erhebung vorbei. Etwa 1,6 km südsüdwestlich liegt der Spreenhagener Wohnplatz Skaby.
Sie entstanden während der letzten Weichsel-Eiszeit, als sich das Inlandeis zurückzog und feinkörniges Material durch Wind abgelagert und aufgehäuft wurde. So entstand ein Binnendünenkomplex, der neben den Swatzkebergen auch die Kleinen Skabyberge umfasst und sich in Hauptwindrichtung von West nach Ost über eine Länge von mehr als 2,5 km erstreckt.